# Fontenay-Torcy
Fontenay-Torcy è un comune francese di 133 abitanti situato nel dipartimento dell'Oise della regione dell'Alta Francia.

## Società

### Evoluzione demografica
Abitanti censiti